# VeloBank
VeloBank S.A. (dawniej Bank BFG S.A.) – bank uniwersalny z siedzibą w Warszawie, oferujący rozwiązania finansowe dla klientów indywidualnych, bankowości prywatnej (ang. private banking), sektora MŚP, a także instytucji sektora publicznego. Od 1 sierpnia 2024 roku właścicielem wszystkich akcji banku jest amerykański fundusz Cerberus Capital Management wraz z Europejskim Bankiem Odbudowy i Rozwoju (EBOR) oraz Międzynarodową Korporacją Finansową z Grupy Banku Światowego (IFC). 
VeloBank należy do pierwszej dziesiątki największych banków w Polsce. 

## Działalność
VeloBank opiera swoją strategię na technologii i innowacjach, w tym GenAI. Świadczy usługi zarówno w bankowości internetowej i mobilnej, jak i w placówkach w całej Polsce. Oferta banku obejmuje rachunki bieżące, kredyty, oszczędności, inwestycje czy ubezpieczenia, a także usługi wychodzące poza standardowe usługi bankowe.
VeloBank rozwija zarówno bankowość detaliczną, jak i korporacyjną.
W październiku 2024 roku VeloBank został nowym właścicielem Noble Funds TFI, nabywając pakiet kontrolny akcji towarzystwa.
W grudniu 2024 roku uruchomiono kolejny podmiot w Grupie Kapitałowej VeloBanku, VeloLeasing S.A., którego oferta skierowana jest przede wszystkim do małych i średnich firm. Pod koniec stycznia 2025 roku VeloLeasing dołączył do Związku Polskiego Leasingu (ZLP) reprezentującego w sumie ponad 90 procent rynku leasingu w Polsce.

## Historia

### VeloBank S.A.

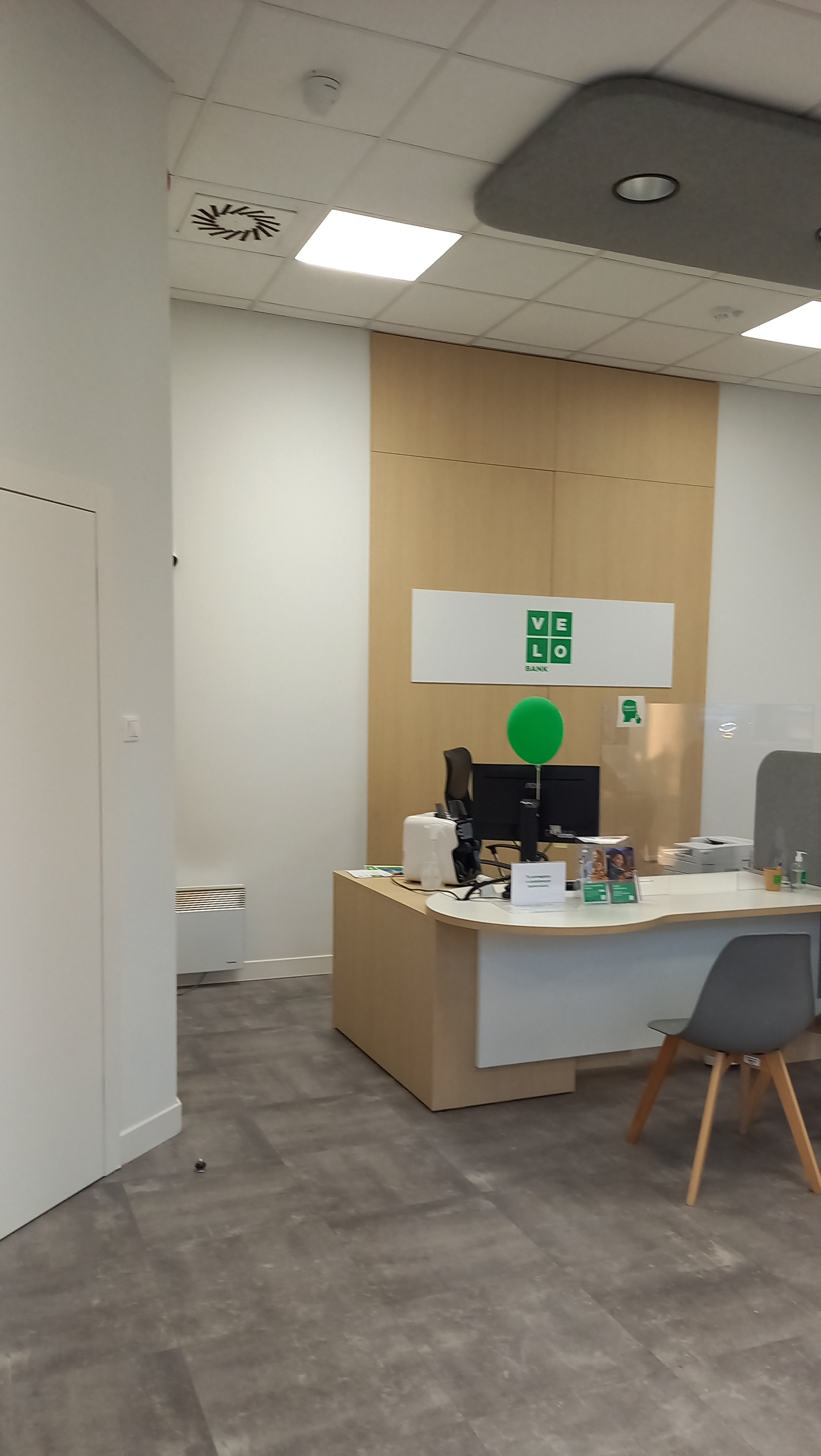
Placówka banku w Białymstoku (2023)

1 sierpnia 2024 roku Bankowy Fundusz Gwarancyjny podpisał ostateczną umowę na sprzedaż 100% akcji VeloBank SA na rzecz Promontoria Holding 418 B.V., będącego pośrednio własnością funduszy zarządzanych przez Cerberus Capital Management, L.P., Europejskiego Banku Odbudowy i Rozwoju oraz International Finance Corporation, będącej częścią Grupy Banku Światowego. Transakcja ta zakończyła niemal dwuletni proces przymusowej restrukturyzacji. Tym samym spełnione zostały zobowiązania wobec Komisji Europejskiej, która nadzorowała cały proces restrukturyzacji i sprzedaży VeloBank S.A., uznając go za modelowy tego typu proces w Europie.
Trzy miesiące wcześniej, w czerwcu 2024 roku, Komisja Europejska zatwierdziła przejęcie VeloBanku przez fundusze zarządzane przez Cerberus Capital Management.W wyniku tej transakcji VeloBank przestał funkcjonować jako instytucja pomostowa i nie jest już objęty żadnymi restrykcjami działalności narzuconymi przez Komisję Europejską, a także podlega podatkowi bankowemu.
W styczniu 2024 roku do  Bankowy Funduszu Gwarancyjnego (BFG) wpłynęły wiążące oferty zakupu banku, a w marcu BFG i SOBK podpisały przedwstępną umowę sprzedaży 100% akcji banku spółce zależnej od Cerberus Capital Management. Potencjalne zaangażowanie w akcjonariat banku rozważali również Europejski Bank Odbudowy i Rozwoju (EBOiR) oraz Międzynarodowa Korporacja Finansowa.
W październiku 2022 roku bank zmienił nazwę na VeloBank S.A.. Kontynuował obsługę produktów przeniesionych z GNB zgodnie z umowami zawartymi z klientami oraz prowadził sprzedaż nowych produktów i usług.W listopadzie 2022 roku bank zaprezentował strategię budowy banku uniwersalnego oraz nową identyfikację wizualną. Marki handlowe Getin Bank oraz Noble Bank zostały zlikwidowane i zastąpione marką własną banku.

### Bank BFG S.A.
Bank powstał jako instytucja pomostowa w następstwie wszczętej 30 września 2022 przez Bankowy Fundusz Gwarancyjny (BFG) procedury przymusowej restrukturyzacji Getin Noble Bank S.A. (GNB) z uwagi na spełnienie trzech przesłanek upoważniających BFG do przeprowadzenia tego procesu:
- zagrożenie upadłością;
- brak przesłanek wskazujących, że możliwe działania nadzorcze lub działania banku pozwolą we właściwym czasie usunąć zagrożenie upadłością;
- konieczność wszczęcia procesu z uwagi na interes publiczny[50][51][52].

Równocześnie zarząd GNB uległ rozwiązaniu, a kompetencje rady nadzorczej zostały zawieszone.
3 października 2022 działalność banku została przekazana do nowo powstałego Banku BFG S.A., którego właścicielem był BFG (51% akcji) oraz System Ochrony Banków Komercyjnych SA (SOBK), będący właścicielem 49% akcji spółki. Do Banku BFG przeniesiono częściowo majątek GNB, w tym kredyty z wyłączeniem walutowych kredytów hipotecznych i inne produkty bankowe, częściowo kredyty niepracujące i depozyty.